# Archaeocrunoecia tenuicornis
Archaeocrunoecia tenuicornis is een fossiele soort schietmot uit de familie Lepidostomatidae.